# Pentas tibestica
Pentas tibestica là một loài thực vật có hoa trong họ Thiến thảo. Loài này được Quézel mô tả khoa học đầu tiên năm 1957.